# Marcha (affluente della Lena)
La Marcha (anche traslitterata come Marha o Markha) è un fiume della Siberia orientale (Jacuzia-Sacha), affluente di sinistra della Lena.
Il fiume scorre lungo l'altopiano della Lena nel territorio dei distretti Verchneviljujskij ulus e Olëkminskij ulus, con direzione mediamente sudorientale in un bacino ricco di specchi d'acqua (circa 800). Nel corso superiore attraversa 6 piccoli laghetti. Il fiume ha una portata media annuale di 18,79 m³/s a 22 km dalla foce.
Il maggiore affluente è il Namyldžilach (132 km). A est, parallelo al Marcha scorre un altro affluente della Lena, il Marchačan. 
Come tutti i fiumi della zona, è interessato da lunghi periodi di congelamento delle acque, mediamente dalla seconda metà di ottobre a metà maggio.